# Statenpassage

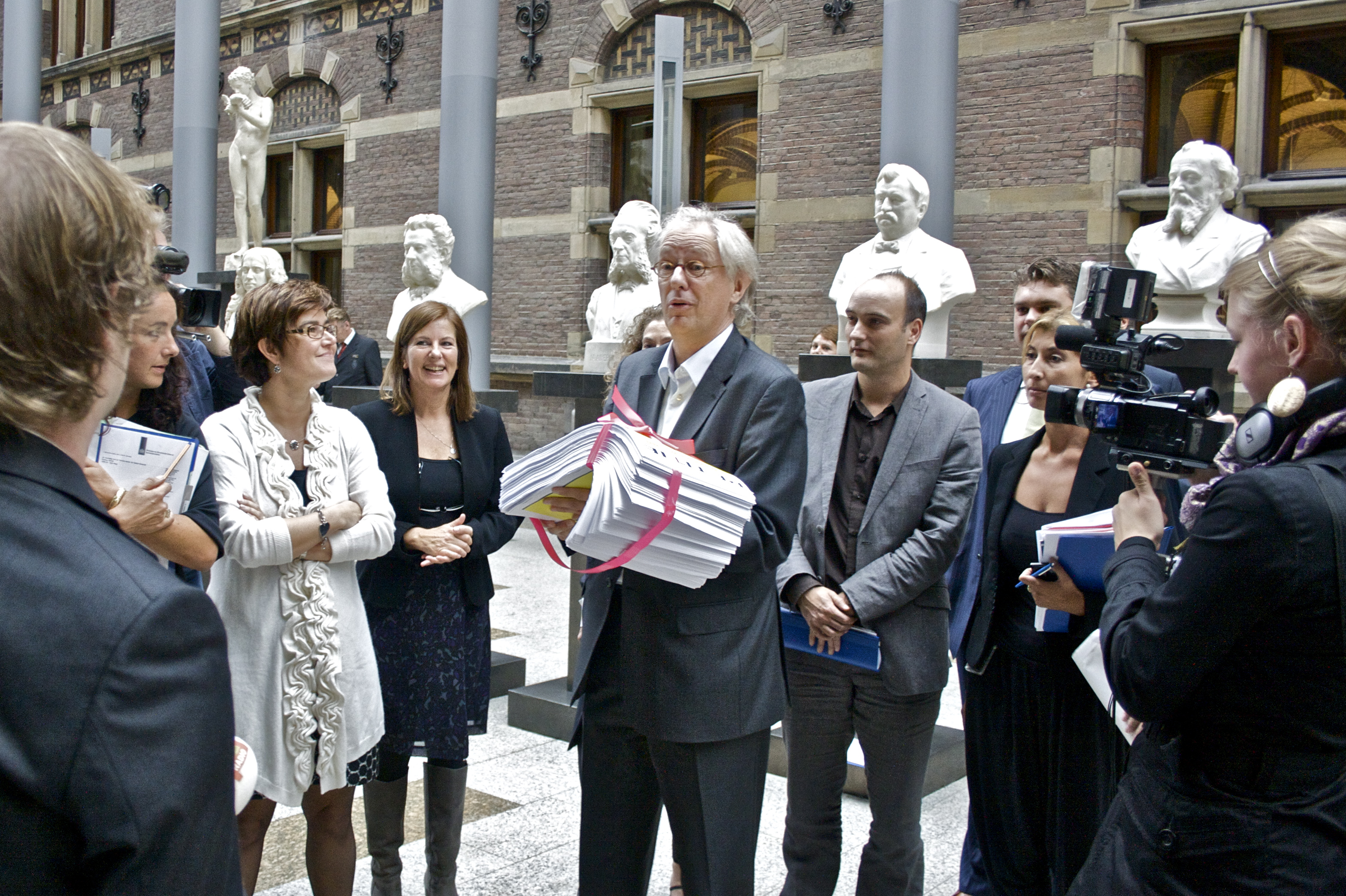
Petitie-aanbieding in de Statenpassage in 2009

De Statenpassage is de centrale hal van de uitbreiding van de Tweede Kamer in Den Haag. De Statenpassage is dikwijls het decor voor interviews met Kamerleden, petitie-aanbiedingen en tentoonstellingen.
De passage tussen Plein en Hofplaats is 100 meter lang en 24 meter hoog met een glazen dak – met licht dat symbool staat voor de openheid van de democratie. De vloer is gemaakt van twee verschillende kleuren marmer die abstract eb en vloed weergeven.
Het is ontworpen door architect Pi de Bruijn, die ook de overige moderne aanbouw van de Kamer heeft ontworpen. De Bruijn had oorspronkelijk een vrije doorgang door de passage in gedachten, maar dit idee werd om veiligheidsredenen losgelaten.

## Kunstwerken
Onder het dak hangt het kunstwerk Nederland, land aan de zee van Auke de Vries. Het kunstwerk is 11 meter breed en 14 meter hoog.

### De vier wetgevers
|  | Bij de vergaderzalen bevindt zich het kunstwerk De vier wetgevers van Lex Wechgelaar samengesteld uit panelen ontworpen door Richard Roland Holst uit het gebouw van de Hoge Raad dat voorheen op deze plek stond. Afgebeeld zijn de historische wetgevers Mozes (de Tien geboden), Solon van Athene (Atheense grondwet), de Byzantijnse keizer Justinianus I (Corpus Iuris Civilis) en de Franse keizer Napoleon (Code Civil, Code Pénal) met de spreuk “UBI IUDICIA DEFICIUNT INCIPIT BELLUM” (Waar het recht ophoudt begint de oorlog) welke ontleend is aan het boek De iure belli ac pacis (Over het recht van oorlog en vrede) van Hugo de Groot uit 1625. |

### Beeldengalerij
Ook aanwezig in de Statenpassage is een beeldengalerij met achttien borststukken van wit marmer van verschillende Nederlandse musea. De beelden zijn geselecteerd door Henk van Os en Rudi Fuchs uit het Instituut Collectie Nederland en geven bekende dichters, staatslieden, wetenschappers, schrijvers en industriëlen weer.